# Castello di Gossolengo
Das Castello di Gossolengo ist eine mittelalterliche Niederungsburg in der Gemeinde Gossolengo in der italienischen Emilia-Romagna. Das Gebäude liegt in der Mitte des Ortes in der Poebene, wenige Kilometer entfernt von den Ufern der Trebbia.

## Geschichte
Über die Burg, deren genaue Bauzeit nicht bekannt ist, die aber vermutlich in den letzten Jahren des 12. Jahrhunderts entstanden sein könnte, gibt es nur sehr wenige geschichtliche Aufzeichnungen, anders als über den Ort Gossolengo, der 1254 dem Domkapitel von Piacenza gehörte.
1314 gab es im Land um Gossolengo einen Streit zwischen der Fraktion der Populären, die auf der Seite des guelfischen Herren Alberto Scotti stand, und der Fraktion, die treu zu den Viscontis stand, unter der Führung des Condottiere Nello da Massa. Die Schlacht endete mit der Niederlage der Visconti-treuen Fraktion, die auch den Tod von 16 Mitgliedern zu beklagen hatte und die Gefangennahme vieler weiterer.
1636 war die Burg mit einer Garnison spanischer Truppen belegt, die in militärische Aktionen gegen den Herzog von Parma und Piacenza, Odoardo I. Farnese, verwickelt waren, wogegen 1647 die gesamte Siedlung Gossolengo und die Burg dem Kloster San Sisto di Piacenza gehörte.
Nach der Einigung Italiens kam die Burg zur militärischen Liegenschaftsverwaltung, die sie bis 1914 als Standort für die örtliche Schießschule nutzte.

## Beschreibung
Das Gebäude, das aus Terrakotta und Kieselgestein aus der Trebbia erbaut wurde, hat einen rechteckigen Grundriss mit Innenhof und zwei niedrigen Türmen an der Eingangsfassade. Es wurde gegenüber seinem anfänglichen Aufbau wesentlich verändert. Der ursprüngliche war mit einer großen und kleinen Zugbrücke zur Überwindung des Burggrabens ausgerüstet, der seither eingeebnet wurde. Auch wenn die beiden Brücken später entfernt wurden, sind davon noch einige Spuren erhalten.
Im Inneren, in einem Raum mit Gewölbedecke in der Nähe der Gründung einer der Türme, gibt es Fresken, die 1936 bei der Durchführung einiger Erhaltungsarbeiten entdeckt wurden und deren Restaurierung später von dem Maler Luciano Ricchetti aus Piacenza geleitet wurde. Die Arbeiten wurden später einem unbekannten Künstler zugeschrieben und auf das 14. und 15. Jahrhundert datiert. Sie sind auf einer der Rückwände angebracht und durch das Deckengewölbe dreigeteilt. Auf ihnen ist die Geburt Christi mit Heiligen abgebildet; den Hintergrund bilden militärische Festungen und Felswände sowie die Verkündigung Mariens.